# Championnats d'Europe de cyclisme sur route 2003
Navigation
Édition précédente Édition suivante
Les Championnats d'Europe de cyclisme sur route 2003 se sont déroulés du 15 au 17 août 2003, à Athènes en Grèce. Le contre-la-montre s'est disputé à Vouliagmeni.

## Compétitions
| Vendredi 15 août - Femmes - moins de 23 ans, 24 km - Hommes - moins de 23 ans, 32 km | Dimanche 17 août - Femmes - moins de 23 ans, 105,6 km - Hommes - moins de 23 ans, 156,8 km |

## Résultats
| Compétitions             | Or                          | Temps           | Argent                     | Temps  | Bronze                      | Temps  |
| Hommes - moins de 23 ans |                             |                 |                            |        |                             |        |
| Course en ligne          | Giovanni Visconti Italie    | 4 h 10 min 31 s | Jérémy Roy France          | m.t.   | Kristjan Fajt Slovénie      | m.t.   |
| Contre-la-montre         | Markus Fothen Allemagne     | 41 min 32 s     | Jure Zrimšek Slovénie      | + 6 s  | Vladimir Gusev Russie       | + 11 s |
| Femmes - moins de 23 ans |                             |                 |                            |        |                             |        |
| Course en ligne          | María Isabel Moreno Espagne | 3 h 03 min 28 s | Theresa Senff Allemagne    | + 39 s | Vera Koedooder Pays-Bas     | m.t.   |
| Contre-la-montre         | Virginie Moinard France     | 33 min 29 s     | Madeleine Sandig Allemagne | + 6 s  | María Isabel Moreno Espagne | + 11 s |

## Tableau des médailles
| Rang  | Nation    | Or | Argent | Bronze | Total |
| ----- | --------- | -- | ------ | ------ | ----- |
| 1     | Allemagne | 1  | 2      | 0      | 3     |
| 2     | France    | 1  | 1      | 0      | 2     |
| 3     | Espagne   | 1  | 0      | 1      | 2     |
| 4     | Italie    | 1  | 0      | 0      | 1     |
| 5     | Slovénie  | 0  | 1      | 1      | 2     |
| 6     | Russie    | 0  | 0      | 1      | 1     |
| 6     | Pays-Bas  | 0  | 0      | 1      | 1     |
| Total | Total     | 4  | 4      | 4      | 12    |